# 난포로정
난포로정(일본어: 南幌町)은 일본 홋카이도 소라치 종합진흥국 관내 남부에 있는 정이다. 오랫동안 과소 지역으로 지정되어 있었지만 1990년대에 삿포로시의 베드타운화가 진행되어 인구가 5천 명대에서 9천 명대까지 급증했다.
지명의 유래는 아이누어의 ‘포로모이’(ポロモイ, 만곡해 완만하게 흐르는 곳)에서 온 것이다. 당시에는 한자로 ‘호로무이’(幌向)라고 표기되고 있었지만 현재의 이와미자와시에 같은 지명이 있어 혼동하기 쉬워 정으로 승격될 때 현재의 ‘난포로’가 되었다.

## 지리
소라치 종합진흥국 관내 남부에 위치한다. 호로무이 원야가 펼쳐져 있던 토지를 개척자가 바둑판 모양으로 농지 정리한 전원 지대이다. 강으로 둘러싸인 평지로 서쪽에는 지토세강, 남동쪽에는 옛 유바리강, 북쪽에는 유바리강이 흐른다.

### 인접한 자치체
- 소라치 종합진흥국
  - 이와미자와시, 나가누마정
- 이시카리 진흥국
  - 에베쓰시, 기타히로시마시

## 역사
- 1909년 - 2급 정촌제가 시행되어 소라치군 호로무이촌(幌向村)이 성립하였다.
- 1962년 - 정으로 승격 및 개칭해 난포로정이 되었다.

## 경제
기간산업은 농업(벼농사)이며 양배추가 특산품이다. 삿포로시와 가까운 지리적 이점 때문에 베드타운으로도 발달했고 난포로 공업단지도 놓였다.

## 교통

### 도로
- 국도 337호선